# Anne-Marie Holenstein
Anne-Marie Holenstein (* 31. Oktober 1937 in Heiden) ist eine Schweizer Germanistin. Sie war Gründungsmitglied und erste Sekretärin der entwicklungspolitischen Organisation Erklärung von Bern (heute Public Eye). Sie war Redaktorin bei Radio DRS und Direktorin des katholischen Hilfswerks Fastenopfer. 2009 erhielt sie von der theologischen Fakultät der Universität Luzern die Ehrendoktorwürde verliehen.

## Leben
Anne-Marie Holenstein wuchs in Rorschach am Bodensee auf. Sie studierte Germanistik und Romanistik an der Universität Zürich und verbrachte zwei Auslandsemester an der Sorbonne in Paris. In ihrer Dissertation, die sie bei Max Wehrli abfasste, beschäftigte sie sich mit der Biografie des Konstanzer Mystikers Heinrich Seuse. Sie schloss das Studium 1967 ab. Holenstein ist Mutter von zwei Kindern.

## Karriere
Holenstein arbeitete während des Studiums als Primarlehrerin und wurde 1969 vom Sozialethiker Hans Ruh angefragt, das Sekretariat des Patronatskomitees der Erklärung von Bern zu übernehmen. Bis 1982 war sie bei der Erklärung von Bern Leiterin des Fachbereichs Ernährung–Landwirtschaft–Ökologie. Von 1995 bis 2000 war Holenstein Direktorin des katholischen Hilfswerks Fastenopfer. 2002 bis 2012 hatte Holenstein ein Mandat der Direktion für Entwicklung und Zusammenarbeit (DEZA) zur Rolle und Bedeutung von Religion und Spiritualität in der Entwicklungszusammenarbeit. Sie ist im Initiativkomitee der Konzernverantwortungsinitiative.

## Kontroverse
Im November 2018 trat Holenstein gemeinsam mit fünf weiteren bekannten Frauen medienwirksam aus der römisch-katholischen Kirche aus. Grund war die Gleichsetzung von Abtreibung mit Auftragsmord durch Papst Franziskus.

## Werke (Auswahl)
- Studien zur Vita Heinrich Seuses. Diss. phil. I Zürich 1968. (Zeitschrift für schweizerische Kirchengeschichte 62 (1968), H. 3–4).
- mit Jonathan Power: Hunger. Die Welternährung zwischen Hoffnung und Skandal. Frankfurt am M.: Fischer 1976. ISBN 3-436-02258-6. (Fischer-Taschenbücher; 1712).
- Innovative Arbeitsmarktprojekte. Konzepte, Projektbeschreibungen, Modelle. Zürich: KEK-CDC Consultants 1993. (Perspectiva-Information. deutsch; 2).
- mit Regula Renschler; Rudolf Strahm: Entwicklung heisst Befreiung. Erinnerungen an die Pionierzeit der Erklärung von Bern (1968-1985). Zürich: Chronos-Verlag 2008. ISBN 978-3-0340-0917-1.
- Religionen – Potential oder Gefahr? Religion und Spiritualität in Theorie und Praxis der Entwicklungszusammenarbeit. Zürich: LIT-Verlag 2010. ISBN 978-3-643-80036-7. (ReligionsRecht im Dialog; 9).
- Rolle und Bedeutung von Religion und Spiritualität in der Entwicklungszusammenarbeit. Ein Reflexions- und Arbeitspapier. 3., durchges. Aufl., Bern: Direktion für Entwicklung und Zusammenarbeit DEZA 2009.